# Geopyxis carbonaria
Geopyxis carbonaria es una especie de hongo del género Geopyxis, familia Pyronemataceae. Descrita por primera vez para la ciencia en 1805 y bautizada con su nombre actual en 1889, la especie se conoce comúnmente como «copa de duende carbonero», «copa de bellota enana», «copa de hoguera pedunculada» o «copa de duendecillo». Los pequeños cuerpos fructíferos en forma de copa del hongo son de color marrón rojizo con una franja blanquecina y miden hasta 2 centímetros de diámetro. Tienen un pedúnculo corto y cónico.
Este hongo se distribuye por muchas regiones templadas del hemisferio norte. Se encuentra en Europa, Turquía y Norteamérica. Los cuerpos fructíferos suelen encontrarse en suelos donde se ha quemado recientemente la maleza, a veces en grandes cantidades. Aunque se trata principalmente de una especie saprótrofa, que se alimenta de la materia orgánica en descomposición que queda tras un incendio, también forma asociaciones biotróficas con las raíces de la pícea.

## Taxonomía
El hongo fue descrito científicamente por primera vez en Europa en 1805 por Johannes Baptista von Albertini y Lewis David de Schweinitz como Peziza carbonaria. Mordecai Cubitt Cooke ilustró los cuerpos fructíferos, las esporas y los ascos en su obra de 1879 Mycographia, seu Icones fungorum. Figures of fungi from all parts of the world. En 1889, Pier Andrea Saccardo transfirió el hongo al género Geopyxis, dando a la especie su nombre actual. Pustularia carbonaria, publicado por Heinrich Rehm en 1884, es un sinónimo de G. carbonaria. Louis-Joseph Grélet propuso la variedad Geopyxis carbonaria var. sessilis en 1937, refiriéndose a formas que producen cuerpos fructíferos sin pedúnculo, pero no se considera que el taxón tenga un significado taxonómico independiente.  En 1860 Miles Berkeley y Moses Ashley Curtis describieron la especie Peziza lepida a partir de recolecciones realizadas en Japón como parte de la Expedición de Exploración y Topografía del Pacífico Norte (1853-1856). Este taxón fue sinonimizado con G. carbonaria por Mien Rifai en 1968, una opinión taxonómica corroborada por Donald Pfister aproximadamente una década más tarde.

### Etimología
El epíteto específico carbonaria deriva de la palabra latina que significa «carbón vegetal». Entre los nombres comunes que se le han dado al hongo se incluyen «taza de duende amante del carbón vegetal», «taza de bellota enana», «taza de duendecillo», y el aprobado por la Sociedad Micológica Británica «taza de hoguera acechada».

## Descripción
Los cuerpos fructíferos (ascocarpos) de Geopyxis carbonaris tienen forma de copa, una anchura de 5-20 milímetros (1⁄4-3⁄4 pulgadas), y márgenes blanquecinos bordeados. La superficie interior de la copa que contiene las esporas, el himenio, es de color rojo ladrillo y lisa, mientras que la superficie exterior es de color amarillo apagado, y puede ser lisa o tener manchas parecidas a ampollas (pústulas). El estípite, si está presente, es blanquecino, de hasta 15 mm (5⁄8 in) de largo y 2 mm de ancho, y se expande abruptamente en la copa. La carne pardusca del hongo es fina y quebradiza. No tiene ningún sabor característico, pero desprende un olor desagradable cuando se machaca en agua.

### Características microscópicas
En masa, las esporas son blanquecinas. Las esporas son elípticas, lisas, hialinas, desprovistas de gotitas de aceite (egutuladas) y tienen unas dimensiones de 13-18 por 7-9 μm. Tienen paredes finas y germinan y crecen rápidamente in vitro en ausencia de estímulos externos. Los ascos miden 190-225 por 9-10 μm. Las paráfisis tienen forma ligeramente de maza, no están ramificadas y presentan gránulos irregulares de color marrón anaranjado, con puntas de hasta 5 μm de ancho, y no están bifurcadas ni lobuladas. El hipotecio, la capa de células debajo del himenio, está formado por células pequeñas e irregulares densamente empaquetadas.

### Especies similares

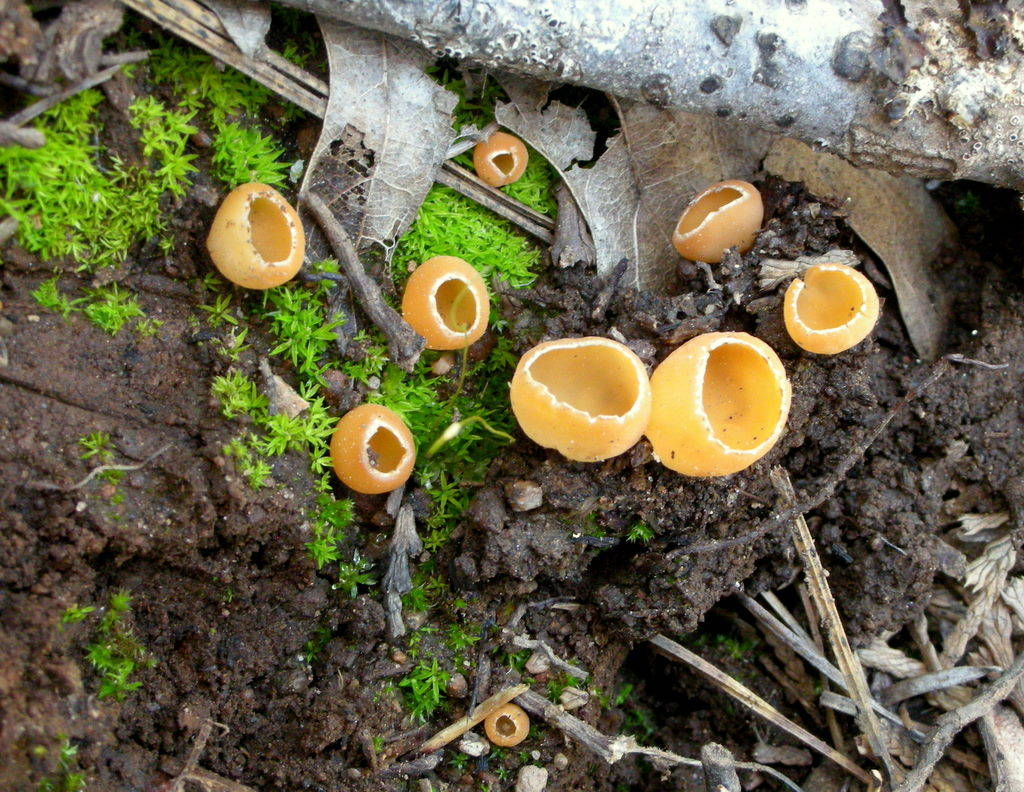
Geopyxis vulcanalis (en la foto) tiene una coloración más amarilla que G. carbonaria.

Geopyxis vulcanalis, estrechamente emparentado, tiene un cuerpo frutal de color naranja pálido a amarillento que tiene forma de copa profunda antes de aplanarse en la madurez, y su carne aplastada tiene a menudo olor a azufre. Puede distinguirse microscópicamente por sus paráfisis, que carecen de los gránulos de color marrón anaranjado característicos de G. carbonaria. También tiene esporas más grandes, que miden 14-22 por 8-11 μm. A diferencia de G. carbonaria, crece en sustratos distintos a la madera quemada, incluyendo musgos y agujas de estiércol. Tarzetta cupularis, que crece en hábitats similares a G. carbonaria, se distingue microscópicamente por sus esporas que contienen dos gotitas de aceite. Tarzetta catinus también es similar. Otros géneros con especies similares con los que G. carbonaria puede confundirse son Aleuria, Anthracobia, Caloscypha, Melastiza, Pithya y Sowerbyella.

## Distribución y hábitat
G. carbonaria está extendido por toda Norteamérica desde Alaska hacia el sur, excluida la región de la costa del Golfo; aparece de marzo a junio en la costa oeste y de abril a septiembre en el resto. También se encuentra en Europa, y en 2010 se informó por primera vez de su presencia en Turquía.
El hongo está muy extendido en el suelo quemado o en el carbón vegetal en primavera y durante toda la temporada de crecimiento. Es una de las especies pioneras más comunes que se encuentran en el suelo quemado. La hojarasca carbonizada en el suelo del bosque aumenta el pH del suelo subyacente, así como la disponibilidad de minerales. Los cuerpos fructíferos se producen entre 16 y 139 semanas después de un incendio forestal en zonas con árboles de coníferas. La mayoría de los cuerpos fructíferos se producen en el primer año después de una quema. El hongo prefiere fructificar en microhábitats con poco mantillo cerca de los troncos quemados. Los cuerpos fructíferos de Geopyxis carbonaria se encuentran a menudo en los mismos rodales post-incendio que las colmenillas, aunque el primero suele ser más abundante. Debido a que la copa de duendecillo fructifica antes que las colmenillas, puede servir como indicador de la inminente fructificación de las colmenillas. Otros hongos de copa que se encuentran a menudo fructificando en la misma zona que G. carbonaria incluyen los de los géneros Aleuria, Anthracobia, Peziza y Tarzetta.

## Ecología

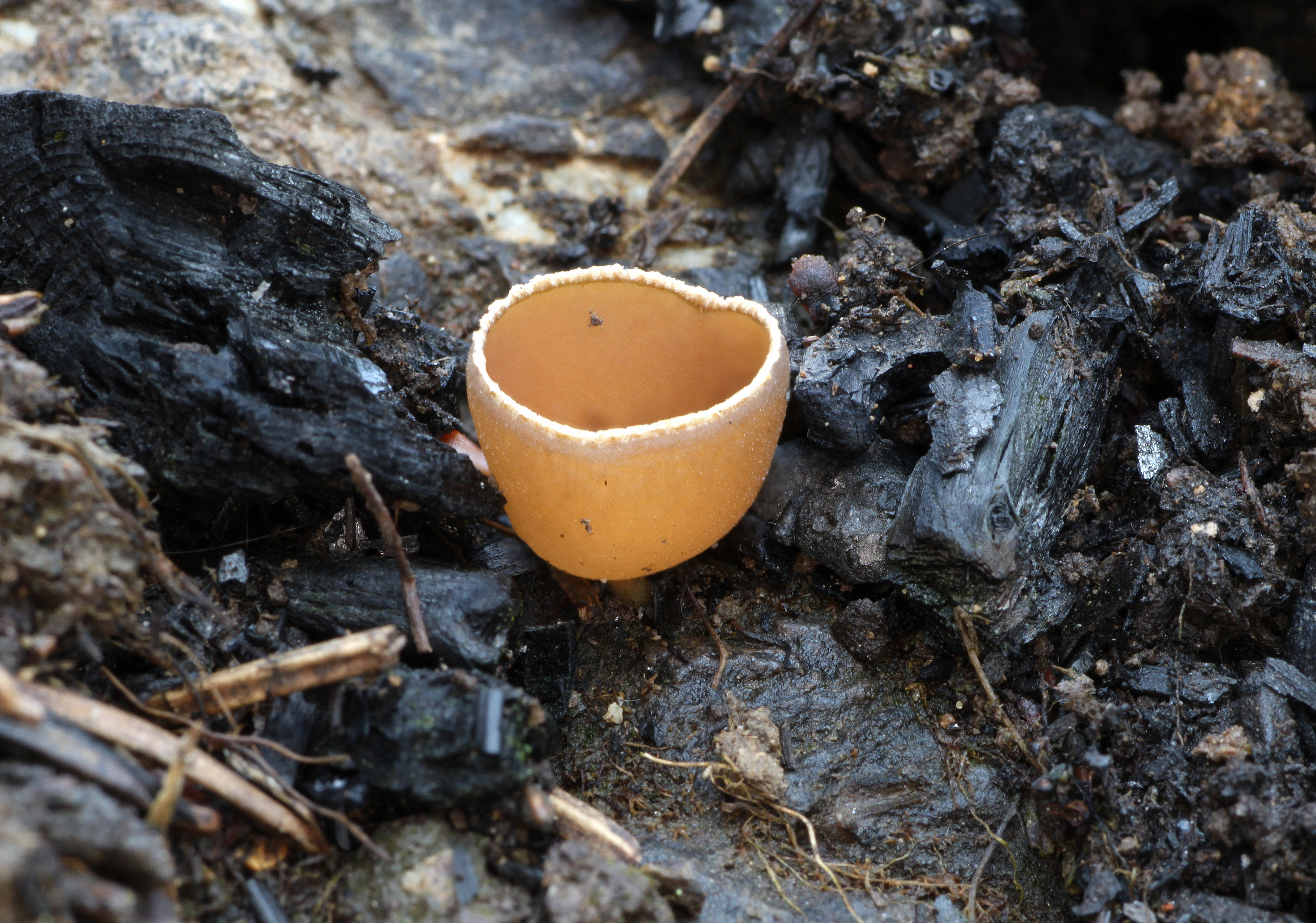
Un cuerpo fructífero solitario de G. carbonaria creciendo en restos leñosos quemados.

Aunque se trata principalmente de un hongo saprótrofo que interviene en la descomposición de las raíces de las coníferas tras un incendio, se ha demostrado que Geopyxis carbonaria es capaz de formar ectomicorrizas con la pícea (Picea abies). Anteriormente se había demostrado en experimentos de laboratorio que el hongo tiene una interacción biotrófica con el pino cembro (Pinus contorta). Las hifas de G. carbonaria fueron capaces de infectar la corteza de la plántula del árbol, pero no penetraron en la endodermis. Estos rasgos sugieren que el hongo es un patógeno moderado, con una capacidad limitada para causar reducciones en la germinación de las semillas. Además, el hongo produce la enzima polifenol oxidasa y puede descomponer el complejo polímero orgánico lignina, rasgos característicos de los hongos saprótrofos. La formación de una red de Hartig rudimentaria, característica de los hongos micorrícicos, indicaba que G. carbonaria podría ser capaz de formar relaciones mutualistas en las condiciones adecuadas. Vrålstad y sus colegas sugieren que su asociación subterránea con las raíces de los abetos le protege de daños físicos en caso de incendio, y la amplia producción de cuerpos fructíferos tras un incendio puede reflejar «un escape exitoso del hongo de un huésped moribundo donde el hongo ya no puede mantener su asociación biotrófica».
Las grandes fructificaciones del hongo suelen estar asociadas a daños en el árbol huésped, como los que se producen con las quemas. Un estudio de campo realizado en Noruega demostró que era más probable encontrar cuerpos fructíferos en zonas muy quemadas, en comparación con lugares con quemaduras de leves a moderadas en los que los árboles seguían siendo viables, o en zonas taladas. La fructificación era mucho más densa en los bosques de abetos -con hasta 700-1000 cuerpos fructíferos por metro cuadrado- que en los bosques de pinos, donde los cuerpos fructíferos eran esporádicos. Los cuerpos fructíferos crecieron por millones en el año siguiente a los incendios de Yellowstone de 1988.

## Toxicidad
No es comestible, de todos modos los cuerpos fructíferos son insustanciales.